# Estação Ecológica Raso da Catarina
A Estação Ecológica do Raso da Catarina é uma estação ecológica brasileira, localizada entre o rio São Francisco e o rio Vaza-Barris, na região mais seca do estado da Bahia, com pluviosidade que varia entre 300 e 600 milímetros por ano. Administrada pelo IBAMA, está a 60 km de Paulo Afonso, em lugar de difícil acesso. Ocupa uma área de 105.282,00 hectares em uma zona de transição entre o clima árido e semiárido. A vegetação é composta por caatinga arbustiva. É uma região cheia de história: foi palco da Guerra de Canudos e, devido à dificuldade de acesso, era esconderijo de cangaceiros.
O objetivo desta estação é proteger o ecossistema e permitir o desenvolvimento de pesquisas científicas da fauna e da flora nela existentes. É o lar da arara-azul-de-lear, animal ameaçado de extinção. É administrada pelo Instituto Chico Mendes de Conservação da Biodiversidade (ICMBio). O acesso é restrito a finalidades educacionais e científicas. Depende de autorização prévia.

## Características
O nome Catarina é uma homenagem a uma antiga moradora e líder local.
O nome raso deriva do relevo em forma de tabuleiro, que é recortado por ravina e cânions.  A periferia no platô, sobretudo nas porções sul e oeste, sofreu intensa erosão, facilitada pela natureza dos sedimentos arenosos.
A vegetação é a caatinga arbustiva, com abundância de mandacarus, e xiquexiques e diversos tipos de bromélias.
A fauna é diversa, apresentando desde a mamíferos como o veado-mateiro, a suçuarana, e aves como a arara-azul-de-lear, considerada a espécie mais ameaçada de extinção do mundo, e a avoante.

## Ameaças
As fazendas de gado no entorno da reserva ameaçam os animais silvestre da região, ao invadir as terras para pastar. Disseminam doenças e competem com a fauna nativa.

## Visitação
A visitação do local só é permitida mediante autorização prévia para finalidades educativas ou científicas.